# Rafael Ramírez

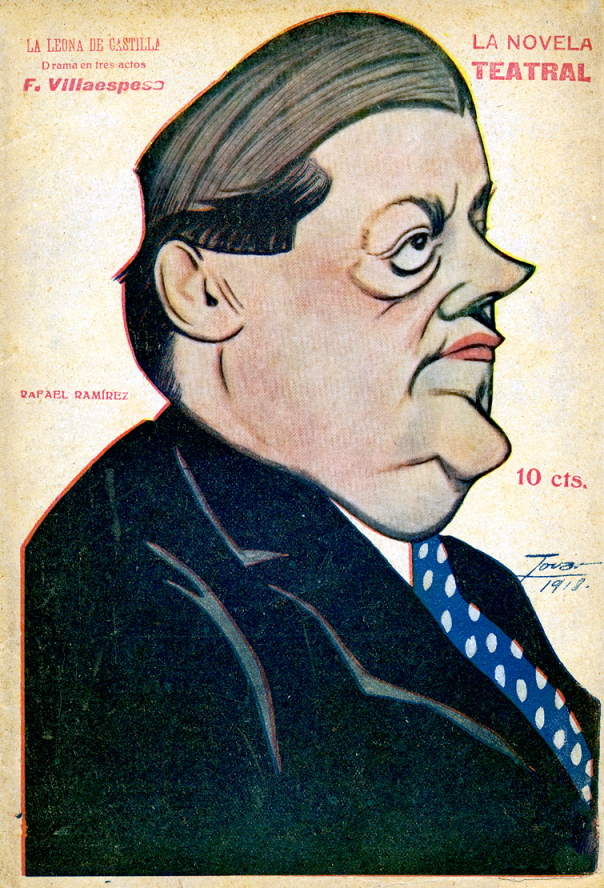
Caricaturitzado per Tovar (1918)

```
Rafael Ramírez
 (¿?-4 de desembre de 1940) va ser un actor espanyol de començaments de 
segle
 
xx
, també treball com a comediant i actor de teatre, es va casar amb l'actriu 
Rafaela Lasheras
,
[
1
]
 va morir el 4 de desembre de 1940.
```